# 斯洛博丹·特里富诺维奇
斯洛博丹·特里富诺维奇（羅馬化：Slobodan Trifunović，1956年2月3日—），塞尔维亚男子水球运动员。他曾代表南斯拉夫国家队参加1980年夏季奥林匹克运动会水球比赛，获得一枚银牌。